# Omar Lombardi
Omar Lombardi (Manerbio, 16 september 1989) is een Italiaans voormalig wielrenner die in 2011 en 2012 prof was bij Colnago-CSF Inox.

## Carrière
Als junior won Lombardi een etappe in de Tre Ciclistica Bresciana. In het eindklassement bleef enkel Diego Ulissi hem voor. Een jaar later bleef Ulissi hem wederom voor in het eindklassement. Eerder dat jaar had Lombardi wel de Trofeo Città di Ivrea gewonnen.
In 2010 won Lombardi de openingsrit in de Girobio. De tweede etappe, die hij in de leiderstrui was gestart, reed hij niet uit. In 2011 werd hij prof bij Colnago-CSF Inox. Tijdens zijn twee seizoenen bij die ploeg nam hij deel aan onder meer de Brabantse Pijl en de Ronde van Trentino. In 2013 maakte hij de overstap naar Utensilnord Ora24.eu. Eind augustus van dat jaar zette hij een punt achter zijn carrière.
Eind 2014 maakte La Gazzetta dello Sport bekend dat Lombardi een van de cliënten was van de omstreden Italiaanse arts Michele Ferrari.

## Overwinningen
2006
4e etappe Tre Ciclistica Bresciana
2007
Trofeo Città di Ivrea
2010
1e etappe Girobio

## Ploegen
- 2011 –  Colnago-CSF Inox
- 2012 –  Colnago-CSF Inox
- 2013 –  Utensilnord Ora24.eu (tot 29 augustus)